# Monte Santo do Tocantins
Monte Santo do Tocantins es un municipio brasileño del estado del Tocantins. Se localiza a una latitud 10º00'14" sur y a una longitud 48º59'42" oeste, estando a una altitud de 280 metros. Su población estimada en 2004 era de 1 917 habitantes.
Posee un área de 1082,75 km².